# Моралес, Анхелика
Анхелика Эвтерпа Моралес (исп. Angélica Euterpe Morales, в замужестве фон Зауэр, нем. von Sauer; 22 февраля 1911, Гурабо, Пуэрто-Рико — 16 апреля 1996, Стиллуотер, Оклахома) — мексиканско-американская пианистка и музыкальный педагог.
Родилась в семье пуэрториканского скрипача Селестино Моралеса и мексиканской пианистки Долорес Мартинес Веласкес, ученицы Карлоса Менезеса. Отец умер, когда пианистке не было ещё девяти месяцев, и она выросла на родине матери в Агуаскальентесе, у неё же начала заниматься музыкой, продолжив учёбу в Мехико у Мигеля Кортасара. В десятилетнем возрасте дебютировала на концертной сцене. В том же 1921 году игру Анхелики услышал гастролировавший в Мексике Иосиф Левин, порекомендовавший направить её для обучения в Европу.
В Берлине Моралес выдержала прослушивание у Ферруччо Бузони и по его рекомендации поступила в Берлинскую Высшую школу музыки в класс Эгона Петри. Под влиянием Петри важнейшим сочинением в репертуаре Моралес стал «Хорошо темперированный клавир» Иоганна Себастьяна Баха. После года учёбы у Петри Моралес перешла к Эмилю Зауэру, затем провела некоторое время в Париже, в 1926 году вернулась в Мехико, а оттуда отправилась в Нью-Йорк, где продолжила занятия в Кёртисовском институте под руководством Левина и Иосифа Гофмана. В 1929 г. она выступила с концертом в Карнеги-холле, куда затем вернулась в 1957 г.
В 1930 г. Моралес решила возобновить занятия в Европе и вновь встретилась с Зауэром, на этот раз в Вене; у выросшей ученицы и её преподавателя начался роман, и в 1939 г. после смерти жены 76-летний Зауэр женился на 28-летней Моралес, у них родились двое сыновей. В 1940-е гг. Моралес, после смерти мужа, концертировала в Европе (среди прочего, дважды выступила в оккупированном немцами Кракове в сезоне 1943/44 гг.) и преподавала в Венской академии музыки, а в 1946 г. вернулась в Мексику, где некоторое время преподавала в Национальной консерватории, но в целом встретила холодный приём.
Затем перебралась в США, где в 1955—1973 гг. преподавала в Канзасском университете, будучи самой заметной фигурой его музыкального отделения. Выйдя на пенсию, осталась в США, в 1981 г. записала «Хорошо темперированный клавир».